# トキハわさだタウン

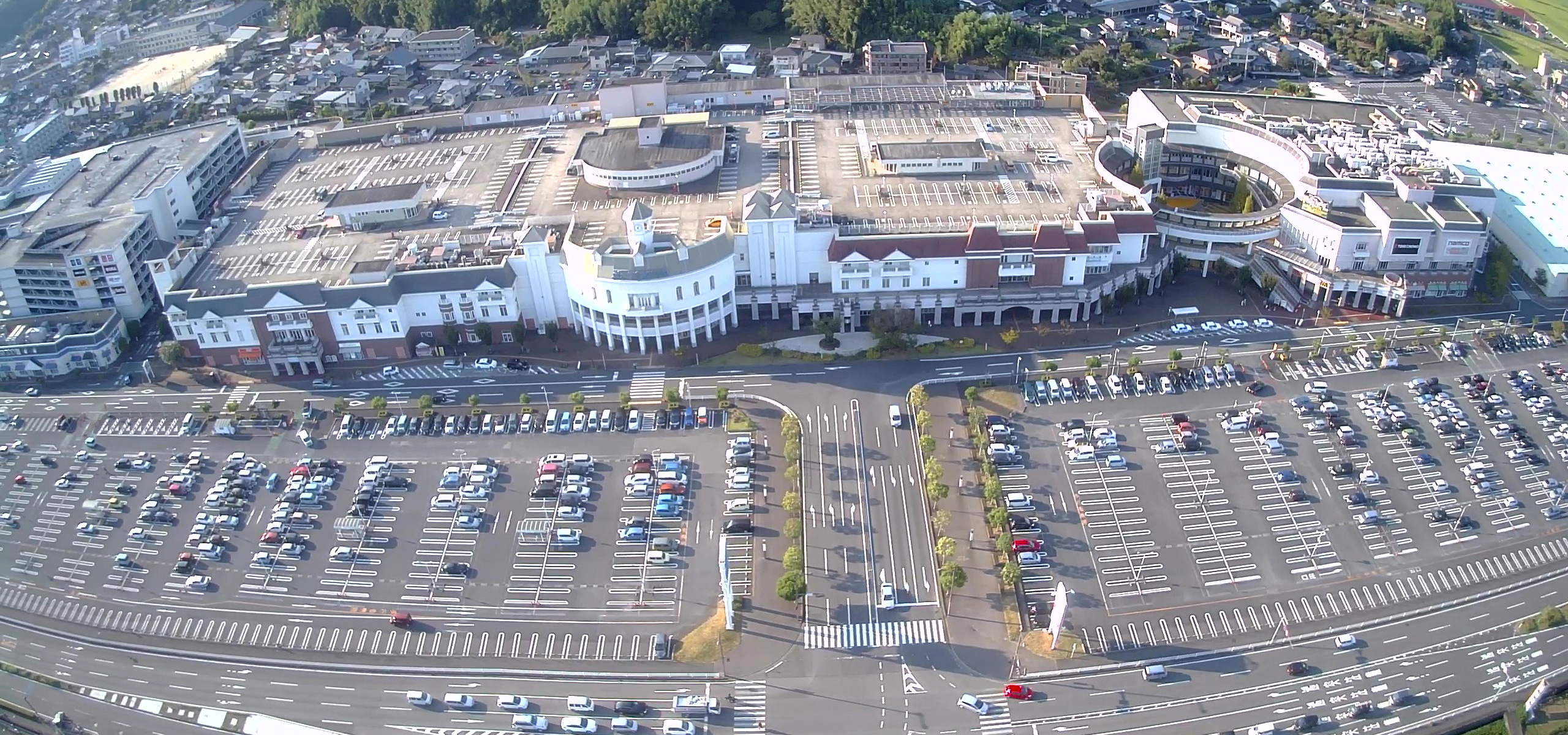
トキハわさだタウン

トキハわさだタウンは、大分県大分市にある、地場百貨店トキハ系列のショッピングモールである。略称は「わっタン」。2000年（平成12年）12月2日にオープン。
トキハの初の郊外型店舗であるわさだ店と、トキハのグループ企業でスーパーをチェーン展開するトキハインダストリーのわさだタウンスーパーマーケットとを核店舗とする。

## 概要
ショッピングタウン（2街区）、フェスティバルタウン（3街区）、大型専門店ゾーン（1・4街区）、サービスゾーンから成り、ショッピングタウンとフェスティバルタウンとは、だ円形の広場を挟んで向かい合っている。
敷地の南側を国道210号木上バイパス（ホワイトロード）が通っている。トキハわさだタウンのオープン後には、この道路沿いにロードサイド店舗が相次いで進出、商業施設が集積している。また北側の台地には大分県立大分雄城台高等学校、雄城神社が所在する。
- 年間売上高：295億5,200万円（2006年度）
- 売場面積：64,505m2（兼業面積を含んだ売場面積は100,464m2）
- 階数：地上3階

## 店舗
公式サイト (わさだ店｜ふるさと大分の百貨店トキハ ) の「フロアガイド」参照。

### 主要テナント
- ケーズデンキ
- スポーツDEPO
- ロフト[2]（2014年3月14日オープン）

### TOHOシネマズ大分わさだ
3街区・フェスティバルタウン3階にある、11スクリーン／1,952席（車椅子22席）を有するTOHOシネマズが運営・経営を行うシネマコンプレックス。当初は地元興業会社・大分セントラルが運営を行っていたが、同社の経営難のため東宝系傘下となった。
- 沿革：シネフレックス（2000年12月9日 - 2001年7月31日）→シネフレックス東宝11（2001年8月1日 - 2009年10月4日）→改装休館→TOHOシネマズ大分わさだ（2009年10月10日 - ）[3]
- 経営・運営：大分セントラル（2000年12月9日 - 2001年7月31日）→九州東宝（2001年8月1日 - 2008年2月29日）→TOHOシネマズ（2008年3月1日 - ）

| TOHOシネマズ大分わさだ スクリーン詳細 | TOHOシネマズ大分わさだ スクリーン詳細 | TOHOシネマズ大分わさだ スクリーン詳細 | TOHOシネマズ大分わさだ スクリーン詳細 | TOHOシネマズ大分わさだ スクリーン詳細 |
| スクリーン                            | 座席数                                | 車椅子                                | スクリーン サイズ（m）                | 音響                                  |
| ------------------------------------- | ------------------------------------- | ------------------------------------- | ------------------------------------- | ------------------------------------- |
| SCREEN1                               | 123                                   | 2                                     | 2.7×6.3                               | Dolby 5.1                             |
| SCREEN2                               | 220                                   | 2                                     | 5.0×11.8                              | Dolby 5.1                             |
| SCREEN3                               | 319                                   | 2                                     | 5.9×13.8                              | Dolby 5.1                             |
| SCREEN4                               | 243                                   | 2                                     | 5.4×12.8                              | Dolby 5.1                             |
| SCREEN5                               | 243                                   | 2                                     | 5.4×12.8                              | Dolby 5.1                             |
| SCREEN6                               | 198                                   | 2                                     | 4.4×10.3                              | Dolby 5.1                             |
| SCREEN7                               | 101                                   | 2                                     | 4.2×9.8                               | Dolby 5.1                             |
| SCREEN8                               | 178                                   | 2                                     | 4.9×11.5                              | Dolby 5.1                             |
| SCREEN9                               | 123                                   | 2                                     | 3.5×8.3                               | Dolby 5.1                             |
| SCREEN10                              | 131                                   | 2                                     | 4.0×9.4                               | Dolby 5.1                             |
| SCREEN11                              | 73                                    | 2                                     | 2.6×6.0                               | Dolby 5.1                             |

## 交通
- 自動車
  - 国道210号木上バイパス（ホワイトロード）沿い。
- バス
  - 大分バス中央通りバス停2番のりばよりK13・K14・K15・K20・K24・K25系統に乗車、トキハわさだタウンバス停下車。但し本数は1~2時間に一本程度で、利便性は良くない。
  - この他、わさだタウンと大分市内南西部方面を結ぶ路線あり。